# Seven Days' Leave

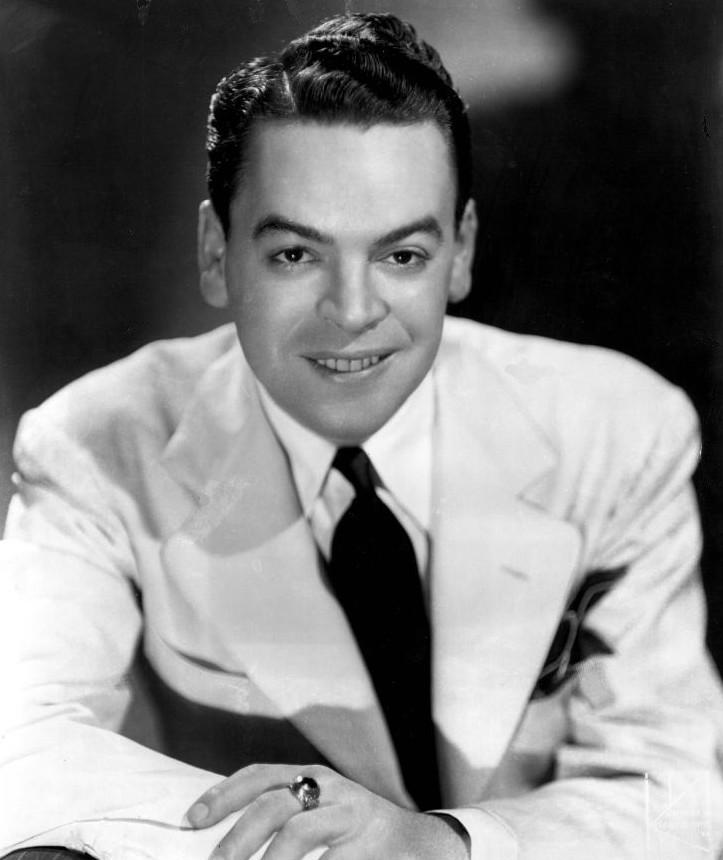
Les Brown foi bandleader, arranjador e compositor. Em 1938, formou sua famosa Band of Renown, com quem excursionou até 1947. Sentimental Journey é uma de suas composições mais famosas. Apareceu em 43 filmes, 34 deles como ele mesmo. Faleceu em 2001, vítima de câncer de pulmão.

Seven Days' Leave é um filme estadunidense de 1942, do gênero comédia musical, dirigido por Tim Whelan e estrelado por Victor Mature e Lucille Ball. Um dos muitos musicais de segunda linha produzidos pela RKO Pictures, o filme caiu no gosto do público e foi um dos maiores sucessos do estúdio no ano. Um dos fatores que contribuíram para isso foi a participação de muitos nomes do mundo do entretenimento, desde cantores e gente de rádio até bandleaders.
A coreografia é assinada por Charles Walters, futuro diretor de grandes musicais na MGM. Aqui, ele faz sua estreia em Hollywood.
Entre as várias canções compostas por Jimmy McHugh e Sol Loesser, citam-se Can't Get Out of This Mood, Touch of Texas e You Speak My Language.

## Sinopse
Johnny é o soldado que de repente ganha uma herança de 100 000 dólares. Entretanto, ele só poderá deitar a mão no dinheiro se casar com Terry, uma jovem que ele nunca viu. Mais: isso precisa ser feito em, no máximo, sete dias, conforme estipula o testamento.

## Elenco
| Ator/Atriz                    | Personagem                    |
| ----------------------------- | ----------------------------- |
| Victor Mature                 | Johnny Grey                   |
| Lucile Ball                   | Terry Havalok-Allen           |
| Harold Peary                  | Throckmorton P. Gildersleeve  |
| Mapy Cortes                   | Mapy                          |
| Ginny Simms                   | Ginny Simms                   |
| Freddy Martin e Sua Orquestra | Freddy Martin e Sua Orquestra |
| Les Brown e Sua Orquestra     | Les Brown e Sua Orquestra     |
| Marcy McGuire                 | Mickey Havalok-Allen          |
| Arnold Stang                  | Bitsy Slater                  |
| Peter Lind Hayes              | Pete Jackson, soldado         |
| Ralph Edwards & Cia.          | Ralph Edwards & Cia           |
| Walter Reed                   | Ralph Bell                    |
| Wallace Ford                  | Sargento Mead                 |
| Buddy Clark                   | Buddy Clark                   |
| Lynn, Royce & Vanya           | Lynn, Royce & Vanya           |